# 油淋法

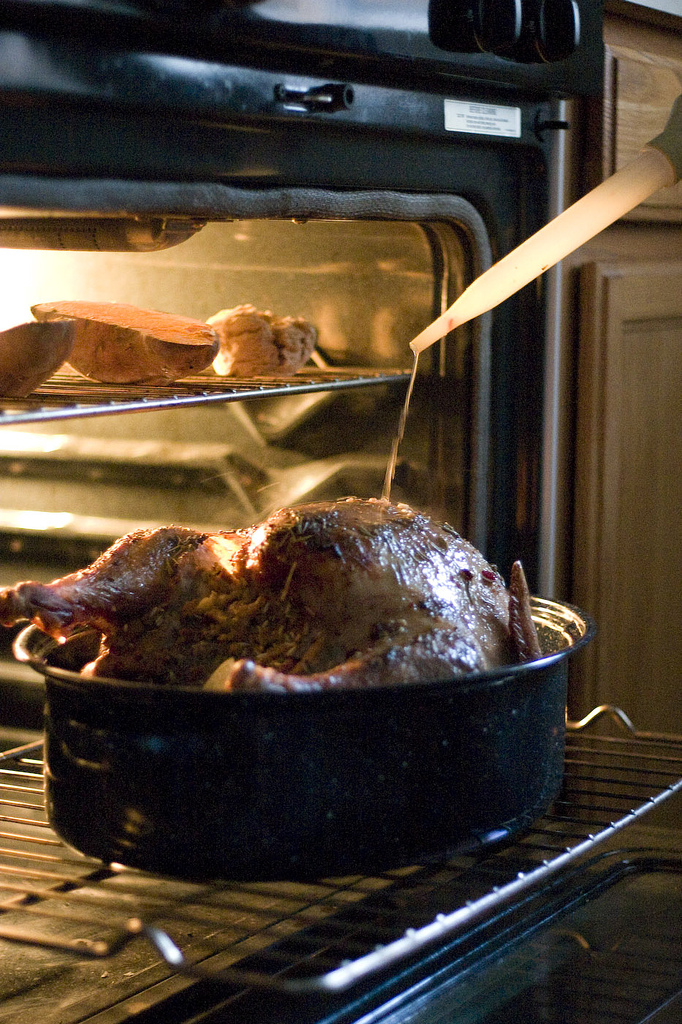
用火鸡料理滴管给火鸡淋油

油淋法是一种烹饪技术，是用肉汁、酱汁或者腌料的某种汁液来烹饪肉。肉一边煎煮，一边定期淋上汁液。这种烹饪方法在法语中称为arroser。
油淋法主要用于炙烤、旋转烤肉、烘烤等肉类烹饪方法中，肉在长时间烹饪中会过热，而油淋法则可以用于保持肉的湿润，还可以提供或增强肉类的风味。然而，淋油不当的话也可能在实际过程中导致事与愿违的结果，即造成肉类不必要的水分损失（变干）。
如果不采取对策做出补偿，开烤箱门以及由此导致的内部循环空气温度和水分含量损失，可能导致肉表面的蒸发增加。 

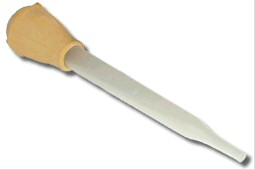
料理滴管，其柔性橡胶端（图中米色）颜色各异。

油淋法的其他替代方案包括延长烹饪时间、提高汁液量、在肉上增加富含水分的水果或富含脂肪的切块，例如培根和脂肪，如果可能的话，还可以使用对流烤箱。 
这种烹饪方式通常推荐用于味道温和的菜肴，但配上的酱汁可能会覆盖其味道，例如獵人燴雞 。 
油淋法通常用于火鸡、猪肉、鸡肉、鸭肉和牛肉（包括牛排），但实际可应用于任何肉类。

## 相关内容
- 廚具
- 糕点刷（英语：Pastry_brush）